# Pardosa tenuipes
Pardosa tenuipes este o specie de păianjeni din genul Pardosa, familia Lycosidae, descrisă de Ludwig Carl Christian Koch în anul 1882. Conform Catalogue of Life specia Pardosa tenuipes nu are subspecii cunoscute.